# Domoszló
Domoszló là một thị trấn thuộc hạt Heves, Hungary. Thị trấn này có diện tích 40,22 km², dân số năm 2010 là 2065 người, mật độ 51 người/km².